# Vladimír Homola
Vladimír Homola (* 15. října 1952) byl slovenský politik za HZDS, po sametové revoluci československý poslanec Sněmovny národů Federálního shromáždění.

## Biografie
Ve volbách roku 1992 byl za HZDS zvolen do slovenské části Sněmovny národů. Ve Federálním shromáždění setrval do zániku Československa v prosinci 1992. Uvádí se bytem Čadca. V roce 1995 se jistý Vladimír Homola uvádí jako zástupce organizace Slovenský zväz spotrebných družstiev a člen HZDS.